# Peyton Manning
Pour les articles homonymes, voir Manning.
College Football Hall of Fame 2017
Pro Football Hall of Fame 2021
(en) Statistiques sur pro-football-reference
Peyton Williams Manning, né le 24 mars 1976 à La Nouvelle-Orléans en Louisiane, est un joueur de football qui a évolué au poste de quarterback dans la National Football League (NFL) entre 1998 et 2016.
Dès le lycée, Manning est l'un des meilleurs joueurs de football américain des États-Unis. Convoité par des dizaines d'universités, il décide de rejoindre l'université du Tennessee. Pendant quatre saisons, il bat tous les records des Volunteers à son poste. En 1997, pour sa dernière année universitaire, il reçoit de nombreuses récompenses et se présente à la draft 1998 de la NFL comme l'un des meilleurs jeunes joueurs.
Sélectionné en premier choix par les Colts d'Indianapolis, Peyton Manning évolue avec l'équipe pendant treize saisons. Il excelle individuellement mais échoue collectivement à de multiples reprises. Il remporte un Super Bowl : le Super Bowl XLI lors duquel il est désigné meilleur joueur.
En 2012, après plusieurs opérations à la nuque, les Colts laissent Manning libre de signer avec une autre franchise. Le joueur rejoint les Broncos de Denver et ajoute à son palmarès un deuxième Super Bowl : le Super Bowl 50. Après ce deuxième sacre, il annonce sa retraite, après 18 saisons en National Football League.
Régulièrement considéré comme l'un des meilleurs joueurs de tous les temps à ce poste, Peyton Manning est distingué par de nombreuses distinctions dont le titre de  meilleur joueur de la saison à cinq reprises et établit de nouveaux records à son poste comme le plus grand nombre de touchdowns inscrits en une seule saison (55) ou encore le plus grand nombre de yards gagnés à la passe en une saison (5 477).
Issu d'une grande famille du football américain, son père Archie a été un des meilleurs quarterbacks des années 1970 au sein des Saints de La Nouvelle-Orléans, et son frère, Eli, est un quarterback vedette des Giants de New York avec lesquels il a remporté deux Super Bowls.

## Biographie

### Jeunesse
Peyton Williams Manning est né le 24 mars 1976 à La Nouvelle-Orléans en Louisiane, de l'union d'Olivia Williams et de l'ancien quarterback de la NFL Archie Manning. Lors de ses premières années, Peyton grandit avec son frère aîné, Cooper, de deux ans son aîné. Ils jouent au ballon ensemble et se disputent régulièrement. En 1981, Olivia donne naissance à un troisième fils prénommé Eli.
Peyton grandit dans l'ombre de son père Archie Manning, qui poursuit sa carrière en National Football League jusqu'en 1986. Bien qu'il n'ait jamais terminé une saison avec un bilan positif, Archie est une célébrité qui jouit d'une grande popularité en tant que joueur de football américain professionnel. Si Archie ne pousse pas son fils Peyton à jouer au football américain, le sport est une partie importante du quotidien de la famille Manning. Alors qu'il a trois ans, un journaliste demande à Peyton ce qu'il souhaite devenir et il repond : « quarterback ».
Peyton va au lycée Isidore Newman de La Nouvelle-Orléans. Lors de sa première année au lycée, il joue quarterback et son frère aîné Cooper joue comme wide receiver. Alors qu'il va entrer à l'université du Tennessee, Cooper est contraint d'abandonner le football américain à cause d'une sténose du canal vertébral. Peyton Manning, qui porte le numéro 14 jusque-là, commence à porter le numéro 18 au lycée en honneur de son frère aîné.
Peyton mène son équipe à un bilan de 34 victoires pour 5 défaites durant ses trois saisons comme titulaire au lycée et devient le meilleur quarterback au lycée. Newman a depuis retiré le numéro 18 des numéros possibles pour ses athlètes de football américain et le maillot est symboliquement présenté dans le gymnase de l'école.

### Carrière universitaire de joueur de football américain
Des dizaines d'universités sont intéressées pour s'attirer les services du talentueux jeune joueur. Les médias s'intéressent à son choix et pensent qu'il va suivre son père et son frère à Ole Miss. Le 2 février 1994, Peyton Manning choisit Tennessee, décevant de nombreux supporteurs du Mississippi.
Peyton Manning devient titulaire des Volunteers du Tennessee dès le quatrième match de sa première saison universitaire à la suite de la blessure successive des deux quarterbacks plus âgés que lui,. Il prend les commandes au poste de quarterback et ne s'incline qu'à une seule reprise. Peyton Manning mène l'attaque à un large succès 45 à 23 contre université d'État de Virginie avec une performance de 12 passes complétées sur 19 tentatives et 189 yards lors du Gator Bowl 1994.
Manning et les Volunteers commencent la saison 1995 par des victoires contre East Carolina et de Géorgie. Contre les Gators de Floride, Manning lance pour 326 yards et 2 touchdowns dans la seule première mi-temps. Cependant, après la mi-temps, les Vols sont dominés et s'inclinent sur le score fleuve de 62 points à 37. Cette défaite est la seule de la saison pour Manning et son équipe qui enchaînent sur huit succès de rang et notamment une large victoire contre Alabama puis domine Ohio State dans le Citrus Bowl. Les Vols terminent la saison classés à la troisième place et Manning est sixième en termes de votes à la course au trophée Heisman.
En 1996, l'équipe commence la saison classée au deuxième rang universitaire et est l'un des favoris au titre national. Ils s'inclinent contre les Gators de Floride lors de la troisième rencontre de la saison alors que Manning lance quatre interceptions puis par Memphis malgré les 296 yards lancés par le quarterback. Les Vols remportent toutes les autres rencontres. Lors du Citrus Bowl contre Northwestern, Peyton Manning lance pour 408 yards et 4 touchdowns et est nommé meilleur joueur du match dans un succès 48 à 28.
Ses performances universitaires impressionnent tous les observateurs. Le directeur du recrutement des joueurs universitaires des Giants de New York, Tom Boisure, dit de Peyton Manning : « Il est le premier choix. L'année dernière, cette année, l'année prochaine, quand il le souhaite »,. Alors qu'il a la possibilité de devenir professionnel, il choisit de retourner à l'université pour la dernière saison et ne se présente pas à la draft 1997 de la NFL lors de laquelle il aurait été sélectionné par les Jets de New York qui possède alors le premier choix.
En 1997, Manning et les Vols terminent leur dernière saison ensemble avec un bilan de 11 victoires et 1 défaite et en tant que la troisième équipe universitaire du pays. Peyton Manning lance 380 passes lors de cette saison et ne se fait intercepter que quatre fois. Il réussit une série des 115 passes complétées sans être intercepté. Il termine dauphin de Charles Woodson au trophée Heisman.

### Carrière professionnelle de joueur de football américain

#### Les débuts professionnels duquarterbacksurdoué

##### Sélection en premier choix par les Colts d'Indianapolis (1998)
De nombreux experts pensent que Ryan Leaf est le principal rival de Peyton Manning pour le premier choix de la draft 1998 de la NFL. L'évaluation de Leaf est même meilleure que celle de Manning. Cependant, il y a peu de doutes en amont de la draft que Manning soit choisi en première position, tous les experts le jugent supérieur. Lors du NFL scouting combine, les Colts d'Indianapolis organisent des rencontres avec les deux jeunes quarterbacks. Alors que Leaf rate son rendez-vous volontairement, Peyton Manning arrive en avance avec 25 questions auxquelles il souhaite des réponses.
Peyton Manning est sélectionné en première position lors du repêchage de l'année 1998. Il conclut à la fin du mois du juillet le contrat le plus rémunérateur de l'histoire de la National Football League pour un débutant pour un total de 48 millions de dollars dont une prime à la signature de 11,6 millions de dollars. Il n'y a aucun doute sur le fait qu'il va commencer sa carrière avec les Colts d'Indianapolis en tant que quarterback titulaire quelques semaines plus tard. Dès la préparation de la saison 1998, les Colts sont rapidement rassurés sur le fait qu'ils ont fait le bon choix,.

##### Apprentissage difficile (1998-2002)
Lors de sa première saison dans la National Football League, en 1998, Peyton Manning subit plus de défaites que de succès. Il obtient sa première victoire contre les Chargers de San Diego l'autre célèbre quarterback débutant, Ryan Leaf, sur le score de 17 à 12,. Dans la défaite contre les 49ers de San Francisco de Steve Young, il lance trois touchdowns à la passe, un record pour un quarterback débutant des Colts d'Indianapolis. Il réitère cette performance contre les Jets de New York en novembre, en ajoutant un drive décisif en fin de rencontre pour l'emporter sur le score de 24 à 23. Il est nommé joueur offensif de la semaine dans la conférence AFC. Peyton Manning termine sa première saison dans la ligue avec un total de 28 interceptions, le plus grand nombre dans la ligue, et ne peut empêcher les Colts de terminer sur un mauvais bilan de 3 victoires pour 13 défaites. Il établit toutefois un nouveau record du nombre de passes pour un touchdown par un rookie avec 26.
L'apprentissage continue pour Peyton Manning lors de la saison 1999. Après un début de saison ponctué par des défaites contre les Chargers et les Patriots, il montre des signes de fortes progressions, menant l'attaque de son équipe lors d'une série de 11 victoires en 12 matchs, et remportant son premier titre de champion de la division AFC Est. La saison 1999 est une année de premières pour Manning qui est sélectionné au Pro Bowl et se qualifie pour les matchs à élimination directe. Exempté de barrages, les Colts affrontent les Titans du Tennessee pour leur entrée dans la phase d'élimination directe. La défense des Titans arrive à contenir Peyton Manning, le limite à seulement un touchdown et inflige une défaite aux Colts sur le score de 19 à 16,.
La saison 2000 voit Manning s'imposer comme le meneur de son équipe. Il mène la National Football League avec 4 413 yards à la passe, 357 passes complétées et 33 touchdowns. L'équipe est éliminée en barrages des matchs à élimination contre les Dolphins de Miami sur le score de 23 à 17 après prolongations,. Après la deuxième défaite consécutives dès la première rencontre éliminatoire, Manning déclare sa frustration.
Lors de la première semaine de la saison 2001, Peyton Manning et les Colts surprennent en introduisent une attaque sans huddle qui leur permet d'accélérer le jeu et de ne laisser aucun répit à la défense. L'effet est immédiat, les Colts dominent les Jets de New York sur le score de 45 à 24. Deux semaines plus tard, Peyton Manning complète pour 421 yards à la passe contre les Bills de Buffalo et glane un nouveau succès,. Une défaite contre les Patriots de la Nouvelle-Angleterre va marquer un coup d'arrêt du bon début de saison et le doute va s'installer dans l'effectif des Colts,. Peyton Manning réalise de bonnes statistiques mais la défense encaisse énormément de points. Le quarterback n'est pas exempt de tout reproche, il lance quatre interceptions à domicile contre les 49ers de San Francisco. Critiqué par son entraîneur principal Jim Mora après la rencontre, sa relation avec celui-ci se détériore. Manning et les Colts enchaînent alors une série de défaites qui éloignent Indianapolis de la qualification. L'équipe termine sur un bilan de 6 victoires et 10 défaites. L'entraîneur principal Jim Mora est viré à la fin de la saison.
En amont de la saison 2002, Tony Dungy devient le deuxième entraîneur principal de Peyton Manning en NFL. Après une série de trois défaites entre la semaine 6 et la semaine 9, les Colts se reprennent pour multiplier les victoires jusqu'à la fin de la saison régulière. Lors d'un large succès sur le score de 35 à 13 contre les Eagles de Philadelphie, Peyton Manning réalise le deuxième match avec une évaluation parfaite de sa carrière. Manning termine la saison avec 4 200 yards et 27 touchdowns à la passe. Qualifiés pour les rencontres à élimination, Manning et son équipe sont dominés dans tous les secteurs du jeu par les Jets et s'inclinent 41 à 0. Sélectionné pour le Pro Bowl, il y inscrit un touchdown.

#### Éclosion du talent de Peyton Manning au plus haut niveau

##### Meilleur joueur de la saison (2003)
Peyton Manning commence la saison 2003 par cinq succès consécutifs dont une performance historique contre les Saints de la Nouvelle-Orléans : six touchdowns à la passe, alors son record en carrière et sa troisième rencontre avec une évaluation parfaite,.
En sixième semaine, Manning et les Colts réalisent l'un des plus beaux retours de l'histoire de la NFL. Menés 35 à 14 par les Buccaneers de Tampa Bay alors qu'il reste 4 minutes, ils marquent rapidement puis recouvre le ballon sur un onside kick. Manning lance alors une passe de 28 yards pour un touchdown de Marvin Harrison sur une 4e tentative et 6 yards à gagner. Le score est alors de 35 à 28, il reste 1 minute 41 secondes et Manning obtient la possession du ballon. La série de jeux offensifs suivante menée par Manning permet aux Colts d'égaliser. En prolongation, Indianapolis l'emporte sur un coup de pied de pénalité et devient la première histoire de l'histoire de la NFL à remporter un match après avoir été mené de 21 points,,.
Manning réalise également une partie mémorable contre les Patriots de la Nouvelle-Angleterre le 30 novembre. Il lance trois touchdowns en 6 minutes en deuxième mi-temps pour revenir au score mais échoue sur la ligne des 1 yard à trois reprises. Contre les Falcons d'Atlanta en semaine 14, Peyton Manning inscrit 5 touchdowns et est nommé joueur offensif de la semaine.
En rencontres éliminatoires, Manning passe les barrages en inscrivant 5 touchdowns à nouveau et en ayant à nouveau une évaluation parfaite. Les Colts battent les Broncos de Denver sur le score de 41 à 10. Sa performance individuelle est récompensée par une nouvelle désignation comme joueur de la semaine. Lors du deuxième tour, les Colts dominent les Chiefs de Kansas City et se qualifient pour la finale de la conférence AFC où il retrouve les Patriots de la Nouvelle-Angleterre. Opposé à la défense de la Nouvelle-Angleterre, Peyton Manning ne trouve pas la solution et est dominé pendant toute la rencontre. Il se fait intercepter à quatre reprises et échoue aux portes du Super Bowl, les Colts d'inclinant sur le score de 24 à 14.
Peyton Manning est désigné meilleur joueur de la saison 2003 avec le quarterback des Titans du Tennessee Steve McNair. Il mène la ligue avec 29 touchdowns et 4 267 yards à la passe, est élu dans la meilleure équipe de l'année et au Pro Bowl lors duquel il inscrit 3 touchdowns.

##### Confirmation de l'excellence (2004)
La saison 2004 commence par un duel entre Peyton Manning et Tom Brady. Au terme d'une partie serrée, les Colts de Manning s'incline sur un field goal manquée de Mike Vanderjagt en fin de rencontre. Les Colts remportent leurs quatre rencontres suivantes. Peyton Manning inscrit 5 touchdowns contre les Packers de Green Bay et contre les Chiefs de Kansas City, et 6 en moins de trois quarts temps contre les Lions de Détroit à Thanksgiving. Emmenée par Manning, l'équipe des Colts effectue un retour victorieux contre les Chargers de San Diego après avoir été mené de 15 points. Lors de la dernière rencontre de la saison régulière, Manning est mis au repos après le premier jeu offensif afin de se reposer en vue des matchs éliminatoires. Peyton termine la saison avec plusieurs records : une évaluation de 121,1 sur l'année et 49 touchdowns inscrit à la passe,. Il lance pour 4 557 yards offensifs et n'est intercepté qu'à dix reprises. Manning est sélectionné pour la deuxième fois consécutive meilleur joueur de la saison avec 49 des 50 votes en sa faveur. Le quarterback des Colts est également désigné joueur offensif de la saison et reçoit un ESPY Award en tant que meilleur joueur NFL de l'année.
En rencontres à élimination, Peyton Manning passe de nouveau les barrages en dominant les Broncos avec 458 yards à la passe et 4 touchdowns. La semaine suivante, il lance 4 interceptions et les Colts d'Indianapolis sont de nouveau battus par les Patriots de la Nouvelle-Angleterre sur le score de 20 à 3.

##### Récompenses et nouvelle défaite (2005)
Lors de la saison 2005, les Colts d'Indianapolis remportent leur treize premières rencontres de la saison, et notamment une victoire 40 à 21 contre les double champions en titre, les Patriots de la Nouvelle-Angleterre,. En semaine 15, toujours invaincue, l'équipe des Colts se présente contre les Chargers de San Diego. Peyton Manning et ses coéquipiers s'inclinent sur le score de 26 à 17,. Manning est alors mis au repos pour les deux dernières rencontres de la saison et finit l'année 2005 avec 3 747 yards de gains à la passe. Son évaluation de 104,1 est la meilleure de la saison.
Lors des rencontres éliminatoires, les Colts affrontent les Steelers de Pittsburgh. Peyton Manning est dominé et tente un retour dans le dernier quart-temps. Il met son buteur Mike Vanderjagt en position pour un coup de pied décisif mais celui-ci le manque,.
Manning termine la saison deuxième aux votes du meilleur joueur, derrière Shaun Alexander. Il est nommé dans la meilleure équipe de l'année pour la troisième année consécutive, remporte la récompense de Walter Payton Man of the Year Award, et est élu au Pro Bowl, lors duquel il lance un touchdown et trois interceptions.

##### Première victoire au Super Bowl (2006)

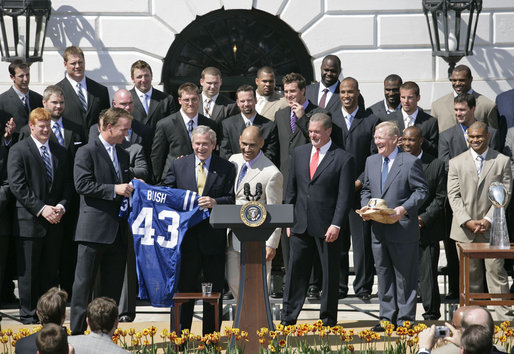
Peyton Manning, en costume, remet à George W. Bush le maillot 43 des Colts à la Maison-Blanche.

La saison 2006 de Peyton Manning commence par une confrontation avec son frère, Eli Manning, et les Giants de New York lors du premier Manning Bowl en Sunday Night Football. Peyton, l'aîné, remporte la rencontre sur le score de 26 à 21. Il poursuit par de nouvelles victoires notamment contre les Texans où il avance de plus de 400 yards, les Jets où il inscrit un touchdown décisif sur un QB Sneak et les Broncos avec un retour dans le dernier quart-temps. Les Colts dominent ensuite les Patriots et les Bills pour être la dernière équipe invaincue de la saison en NFL. La série de succès s'arrête contre les Cowboys. Les Colts finissent la saison sur un bilan de 12 victoires pour 4 défaites et se qualifient pour les matchs éliminatoires.
En barrages, Peyton Manning complète 30 de ses 38 passes tentées et permet de dominer les Chiefs de Kansas City malgré ses trois interceptions. La semaine suivante, lors d'une rencontre défensive, il n'inscrit pas de touchdown mais les Colts viennent à bout des Ravens de Baltimore sur le score de 15 à 6. De nouveau opposé à Tom Brady et aux Patriots de la Nouvelle-Angleterre en finale de conférence, Peyton Manning mène son équipe à un impressionnant retour en seconde mi-temps après être entré aux vestiaires en perdant 21 à 3. Il inscrit un touchdown à la passe et un à la course pour gagner 38 à 34 et réaliser le plus large comeback de l'histoire en finale de conférence. Manning se qualifie pour la première fois pour un Super Bowl.
Le 4 février 2007, Peyton Manning conduit son équipe à la victoire 29 à 17 sur les Bears de Chicago lors du Super Bowl XLI,. Manning complète 25 de ses 38 passes tentées et avance de 247 yards offensifs sur le terrain et est désigné MVP de la rencontre.

#### Domination stérile avec les Colts d'Indianapolis

##### Victoires en saison régulière et défaite en rencontre éliminatoire (2007)
La saison 2007 commence par sept victoires pour Peyton Manning. Le champion en titre retrouve alors les Patriots de la Nouvelle-Angleterre et Tom Brady lors d'une rencontre très attendue et appelée le « Super Bowl 41 1/2 ». Battu par deux touchdowns de Brady en fin de match, Manning subit sa première défaite de la saison depuis le bord du terrain. Sa semaine suivante, il lance 6 interceptions contre les Chargers de San Diego, son record en carrière. Il continue à être en difficulté contre les Chiefs de Kansas City, ne marquant aucun touchdown, mais arrive néanmoins à accrocher sa 100e victoire en carrière. Les Colts remportent les cinq rencontres suivantes et s'assurent une place en séries éliminatoires.
Exemptés de barrages, Manning et les Colts défendent leur titre contre les Chargers de San Diego au tour de division. Le quarterback avance de 402 yards, marque 3 touchdowns à la passe mais ne peut empêcher la défaite 28 à 24 de son équipe. Peyton Manning est cependant présent au Super Bowl XLII en tant que supporter de son frère Eli qui réalise l'exploit de battre les Patriots, invaincus lors de la saison régulière.

##### Meilleur joueur de la NFL (2008)
Pendant la préparation de la saison, le 14 juillet 2008, Peyton Manning doit se faire opérer pour enlever une bourse séreuse infectée dans son genou gauche. Il manque les rencontres de pré-saison et une grande partie de camp d'entraînement. Lors de la première rencontre de la saison, dans le tout nouveau Lucas Oil Stadium inauguré pour l'occasion, les Colts s'inclinent contre les Bears de Chicago sur le score de 29 à 13,. La semaine suivante, ils sont menés 15 à 0 par les Vikings avant d'effectuer un retour et d'éviter la défaite. Ils n'arrivent cependant par à battre les Jaguars en semaine 3.
En difficultés en début de saison, Peyton Manning et les Colts sont à un tournant de la saison contre les Texans de Houston et arrivent à arracher la victoire 31 à 27 alors qu'ils sont menés de 17 points à moins de cinq minutes de la fin de la partie,. En 4e tentative et 6 yards à gagner, Peyton Manning inscrit un touchdown en lançant une passe pour son tight end débutant Tom Santi puis un autre en direction de Reggie Wayne. La victoire contre les Ravens de Baltimore à domicile ne lève pas les doutes sur les problèmes rencontrés. Les commentateurs de la rencontre indiquent que Peyton Manning a subi une deuxième opération du genou avant le début de la saison, ce que l'entraîneur des Colts confirment le lendemain de la rencontre.
Peyton Manning lance ensuite deux interceptions contre les Packers de Green Bay lors de la large défaite 34 à 14 puis est impuissant face aux Titans du Tennessee qui inscrivent 21 points consécutifs pour le battre. Lors du Sunday Night Football, il arrive cependant à dominer son rival Tom Brady. Manning et les Colts enchaînent alors avec des succès aux dépens des Steelers de Pittsburgh, Chargers de San Diego, Browns de Cleveland, Bengals de Cincinnati puis des Lions de Détroit. Sur sa lancée, Manning domine les Jaguars de Jacksonville, complète ses 17 premières passes et en réalisant son 7e retour de la saison. Il ne joue que le premier jeu lors de la dernière rencontre contre les Titans.
À la fin de la saison, Peyton Manning est élu meilleur joueur de la saison pour la troisième fois de sa carrière, devenant le deuxième joueur à réaliser cette performance après l'ancien quarterback des Packers de Green Bay Brett Favre. Au lendemain de la réception de sa récompense, Manning joue contre les Chargers de San Diego lors des barrages des matchs éliminatoires. Manning inscrit un touchdown de 72 yards pour Reggie Wayne mais les Chargers égalisent en fin de match, gagnent le tirage au sort en prolongations et marquent un touchdown sur leur première possession offensive, mettant fin à la saison de Peyton Manning sans que celui-ci ne puisse répondre,.

##### Super Bowl perdus avec les honneurs (2009)
La saison 2009 des Colts commence avec un nouvel entraîneur principal, Jim Caldwell. Joueur offensif du premier mois de la saison, Peyton Manning remporte ses rencontres avec quatre performances avec plus de 300 yards lancés à la passe. Sans jeu de course efficace, toute l'attaque des Colts reposent sur le jeu de passes de Peyton Manning qui porte son équipe sur ses épaules. Lors de la 9e semaine de la saison, il est opposé aux Texans de Houston et réalise une première mi-temps histoire en tentant 25 passes dans le premier quart-temps et 40 en première mi-temps, son record en carrière. Il devient le premier joueur à lancer pour 40 000 yards dans la même décennie. Les victoires continuent à s'enchaîner pour Peyton Manning qui bat le nombre de succès consécutifs en saison régulière avec 23 victoires entre la fin de la saison 2008 et le début de la saison 2009. Pour la deuxième fois consécutivement, Peyton Manning est désigné meilleur joueur de la saison, et devient le premier joueur de l'histoire à se voir décerner cet honneur quatre fois.
Exempté de premier tour, Peyton complète 30 passes pour 246 yards et inscrit 2 touchdowns pour dominer les Ravens de Baltimore,. La semaine suivante, il enchaîne en finale de conférence contre les Jets de New York et l'emporte sur le score de 30 à 17,. Il se qualifie pour la deuxième fois de sa carrière pour le Super Bowl.
Au Super Bowl XLIV, les Colts affrontent les Saints de la Nouvelle-Orléans emmenés par leur quarterback Drew Brees. Peyton Manning commence la rencontre par un drive de 96 yards terminés par un touchdown à la passe pour Pierre Garçon. Manning inscrit un deuxième touchdown en deuxième mi-temps pour reprendre le score mais les Saints repassent devant dans la foulée. Mené 24 à 17, Peyton Manning lance alors une interception que Tracy Porter retourne pour un touchdown. Même s'il termine la partie avec 31 passes complétées sur 45, 333 yards et un touchdown, Peyton Manning s'incline lors de ce Super Bowl XLIV.

##### Nouvelle frustration (2010)

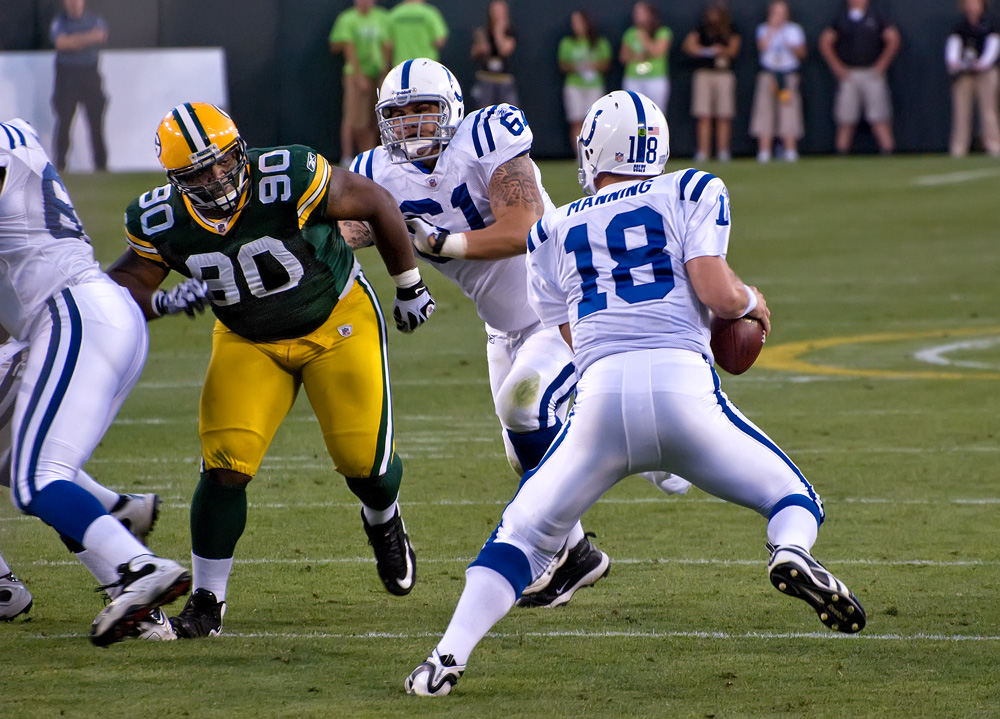
Peyton Manning (no 18), de dos, chassé par le défenseur des Packers de Green Bay B.J. Raji (no 90).

Quelques semaines après la fin de la saison 2009, Manning se fait opérer au cou afin de réduire la douleur causée par un nerf coincé. Cette blessure à la nuque est probablement liée au violent choc encaissé par Peyton Manning sur un plaquage de la défense des Redskins de Washington.
Lors du match d'ouverture de la saison 2010, Peyton Manning lance 57 passes et en complète 40, deux records en carrière, et inscrit 3 touchdowns contre les Texans de Houston. Il devient le premier quarterback à lancer trois touchdowns sans interception lors des trois premières rencontres de la saison depuis 1960. Manning réussit un retour contre les Chiefs de Kansas City et gagne sa 200e victoire en carrière en saison régulière contre les Eagles de Philadelphie. Contre les Patriots de la Nouvelle-Angleterre, Peyton inscrit 4 touchdowns et avance de 396 yards à la passe mais perd sur une interception de fin de match. La semaine suivante, il encaisse sa plus large victoire en carrière à domicile contre les Chargers de San Diego sur le score de 36 à 14. Les Colts remportent la division AFC Sud. Manning devient le premier quarterback à se qualifier neuf saisons consécutives en matchs éliminatoires.
La saison se termine par une défaite des Jets de New York d'un point alors que l'équipe a mené au score pendant presque toute la rencontre,,. Sans menace des jeux de course, les Jets utilisent une défense qui vise uniquement à arrêter les passes de Manning.

##### Blessure au cou et départ des Colts (2011-2012)
Après avoir joué toute la saison 2010 blessé au cou, Peyton Manning doit se faire opérer pour une deuxième fois le 23 mai 2011 pour réparer un nerf coincé,. Le 30 juillet 2011, il signe un nouveau contrat de 5 années pour 90 millions de dollars avec les Colts d'Indianapolis,.
La guérison se révèle plus compliquée que prévu et l'empêche de commencer la saison 2011, mettant fin à une série de 208 départs de matchs consécutifs (encore loin toutefois du record de 321 matchs consécutifs de Brett Favre). Il est opéré pour la troisième fois en septembre 2011, cette fois-ci pour une fusion cervicale. Sa convalescence étant compliquée, il est finalement contraint de ne pouvoir participer à aucun match de la saison pour la première fois de sa carrière.
Ce retrait forcé hors des terrains s'est fortement fait ressentir sur son équipe qui, après 8 saisons consécutives à plus de 10 victoires, a terminé la campagne 2011 (avec Curtis Painter comme quarterback titulaire) sur un piètre bilan de 2 victoires contre 14 défaites et s'est classée dernière équipe de toute la NFL. La suite de la carrière de Peyton Manning est au cœur des débats de la fin de saison de la National Football League,.
À la suite de cette saison blanche, la direction des Colts prend la décision de reconstruire la franchise avec d'autres joueurs. Elle libère Peyton Manning le 6 mars 2012 afin d'éviter de lui payer un bonus de 28 millions de dollars. Il est remplacé à son poste par Andrew Luck, sélectionné en première position, comme Peyton Manning en son temps. Deux jours après avoir été libéré, Peyton Manning tient une conférence de presse pour faire ses adieux à la ville d'Indianapolis lors de laquelle il déclare avec émotion : « Nous savons tous que rien ne dure à jamais. Les temps changent, les circonstances changent, et c'est la réalité de jouer dans la NFL... J'ai été réellement honoré »,.

#### Arrivée aux Broncos de Denver (2012)

##### Agent libre et contrat historique
Alors qu'il est agent libre, Peyton Manning est contacté par au moins douze équipes parmi lesquelles les Seahawks de Seattle, les 49ers de San Francisco, les Titans du Tennessee, les Broncos de Denver, les Cardinals de l'Arizona, ou encore les Dolphins de Miami. Les équipes qui ont la faveur de Peyton Manning sont les Broncos et les Cardinals qui sont les seules franchises qu'il visite,.
Après de longues semaines d'attente, il annonce le 19 mars 2012 qu'il rejoint les Broncos de Denver. Le lendemain, il signe un contrat de 5 ans pour un montant total de 96 millions de dollars. Les Broncos de Denver lui offrent le numéro 18 bien que celui-ci ait été retiré en hommage à Frank Tripucka, le premier quarterback de la franchise.

##### Première saison à Denver et premiers espoirs
Malgré un début de saison 2012 délicat, avec notamment une défaite chez les Falcons d'Atlanta où il lance trois interceptions, laissant craindre une perte de niveau après un an de convalescence, il ne signe plus un seul match avec une évaluation inférieure à 90 à partir de la 4e semaine et entraîne son équipe vers onze victoires consécutives entre la 6e et la 17e semaine. Cela permet aux Broncos de décrocher leur deuxième titre de Division en deux ans (le 9e au total de Peyton) et de finir en tête de l'AFC, synonyme de qualification directe pour le match de division en rencontres à élimination.
Pour son premier match éliminatoire avec les Broncos, il affronte les Ravens de Baltimore au Mile High Stadium, par une température de −10 °C. Au cours d'un match fort en suspense, où ils sont donnés favoris, et qui se poursuit au travers de deux prolongations, ils s'inclinent finalement sur le score de 38 à 35 après une interception de Manning dans son camp et un field goal, mettant brutalement fin à leurs ambitions de Super Bowl,.

#### Fin de carrière avec les Broncos

##### La saison de tous les records (2013)

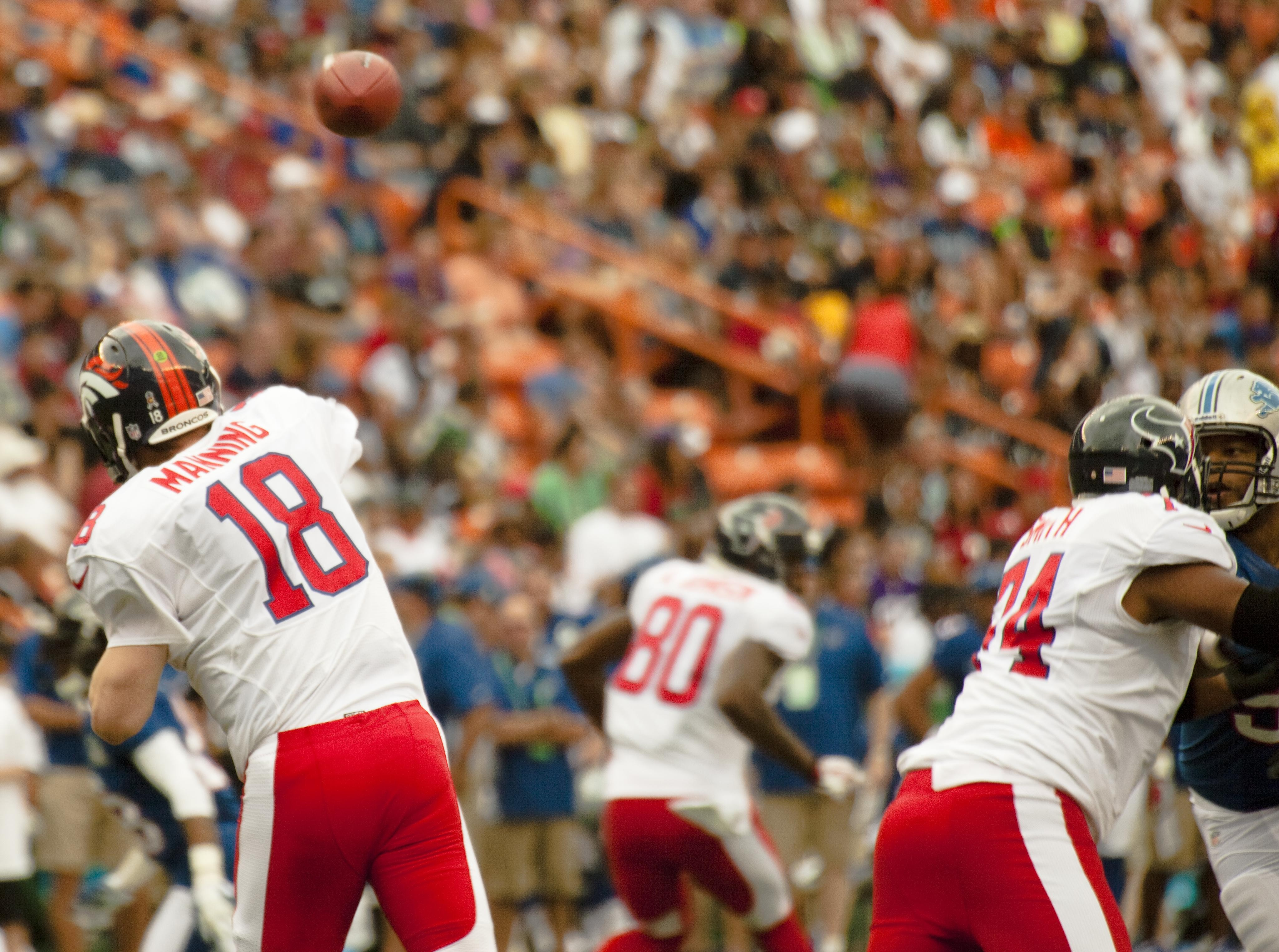
Peyton Manning (no 18), de dos, lançant un ballon de football américain lors du Pro Bowl 2013.

Lors de la saison 2013, il permet à son équipe de tenir sa revanche sur les Ravens dès le premier match de la saison en remportant une victoire 49 à 27 face à eux, match au cours duquel il devient le premier joueur depuis Joe Kapp en 1969 à inscrire 7 touchdowns à la passe en un seul match. Son début de saison parfait se poursuit avec cinq autres victoires, où son niveau de jeu lui permet de devenir le joueur à avoir inscrit le plus de passes de touchdown lors des six premiers matchs d'une saison (22) de l'histoire de la National Football League. Sa saison historique se poursuit : le 22 décembre, durant la 15e journée, il inscrit son 51e touchdown de la saison, redevenant le détenteur du record du plus grand nombre de touchdowns lancés en une saison en battant les 50 de Tom Brady en 2007. Lors du dernier match de saison régulière (contre les Raiders d'Oakland), il améliore son record et le porte à 55 passes de touchdown. Au cours de ce même match, il bat également le record du plus grand nombre de yards gagnés à la passe par un quarterback en une saison ; avec 5 477 yards, il dépasse d'une unité le précédent record (5 476 yards) détenu par Drew Brees, quarterback des Saints de La Nouvelle-Orléans, depuis 2011. En plus d'obtenir des statistiques exceptionnelles, il permet à son équipe d'être l'une des meilleures de la saison régulière et aide les Broncos à décrocher pour une deuxième année consécutive le titre de leur division. Il est désigné pour la cinquième et dernière fois de sa carrière meilleur joueur de la saison,,.
Lors du Super Bowl XLVIII, Peyton Manning mène l'attaque la plus prolifique de la ligue contre la défense la plus efficace, celle des Seahawks de Seattle et de la Legion of Boom.
Il est élu sportif de l'année 2013 par le magazine Sports Illustrated.

##### Nouvelle saison de records (2014)

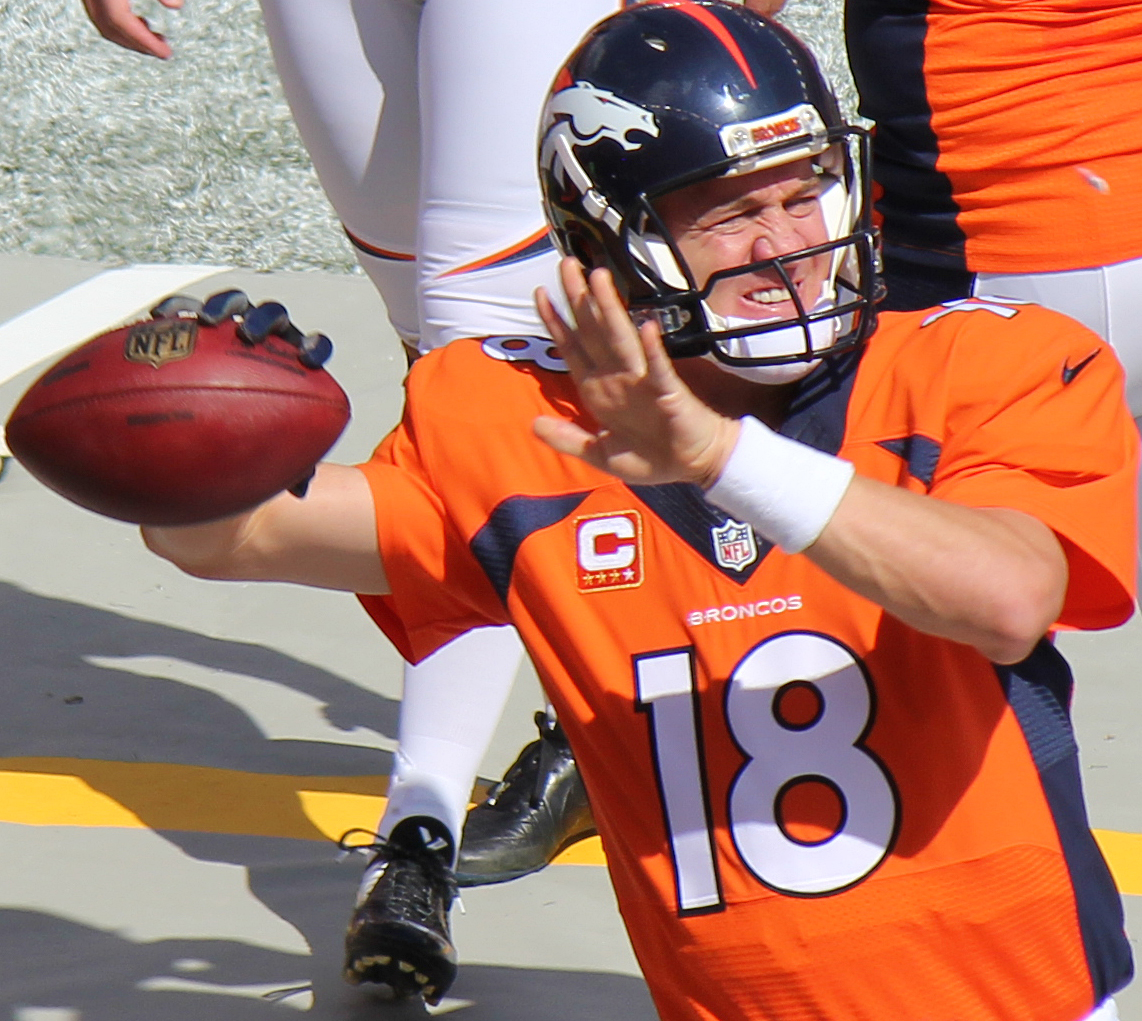
Peyton Manning s'entraînant à la passe sous les couleurs des Broncos de Denver en 2014.

Peyton Manning passe les tests physiques pour jouer la saison 2014 avec les Broncos de Denver,. Avant le début de la saison 2014, il est désigné meilleur joueur de la ligue par les joueurs. Après sa victoire lors de la rencontre d'ouverture contre les Colts d'Indianapolis, Peyton Manning devient le deuxième quarterback après Brett Favre à obtenir un succès contre les 32 franchises de la National Football League,,. Le 5 octobre 2014, Manning lance à Julius Thomas contre les Cardinals de l'Arizona sa 500e passe pour un touchdown en carrière, devenant le deuxième joueur à réaliser cette performance,,.
Le 19 octobre 2014, face aux 49ers de San Francisco, Peyton Manning dépasse et établit le nouveau record de touchdowns à la passe en carrière,. Les Broncos subissent une large défaite de 22 points contre les Patriots de la Nouvelle-Angleterre lors de la 9e semaine de la saison, malgré les 438 yards lancés à la passe par Peyton Manning. Dès lors, plus les Broncos utilisent le jeu de passe de Manning, plus ils rencontrent des difficultés à gagner leurs matchs.
En rencontres éliminatoires, Peyton Manning perd lors du tour de division contre son ancienne équipe, les Colts, sur le score de 24 à 13. Après la défaite, il annonce avoir joué le dernier mois et la rencontre éliminatoire avec une déchirure du muscle droit fémoral.

##### Deuxième Super Bowl remporté et retraite (2015-2016)

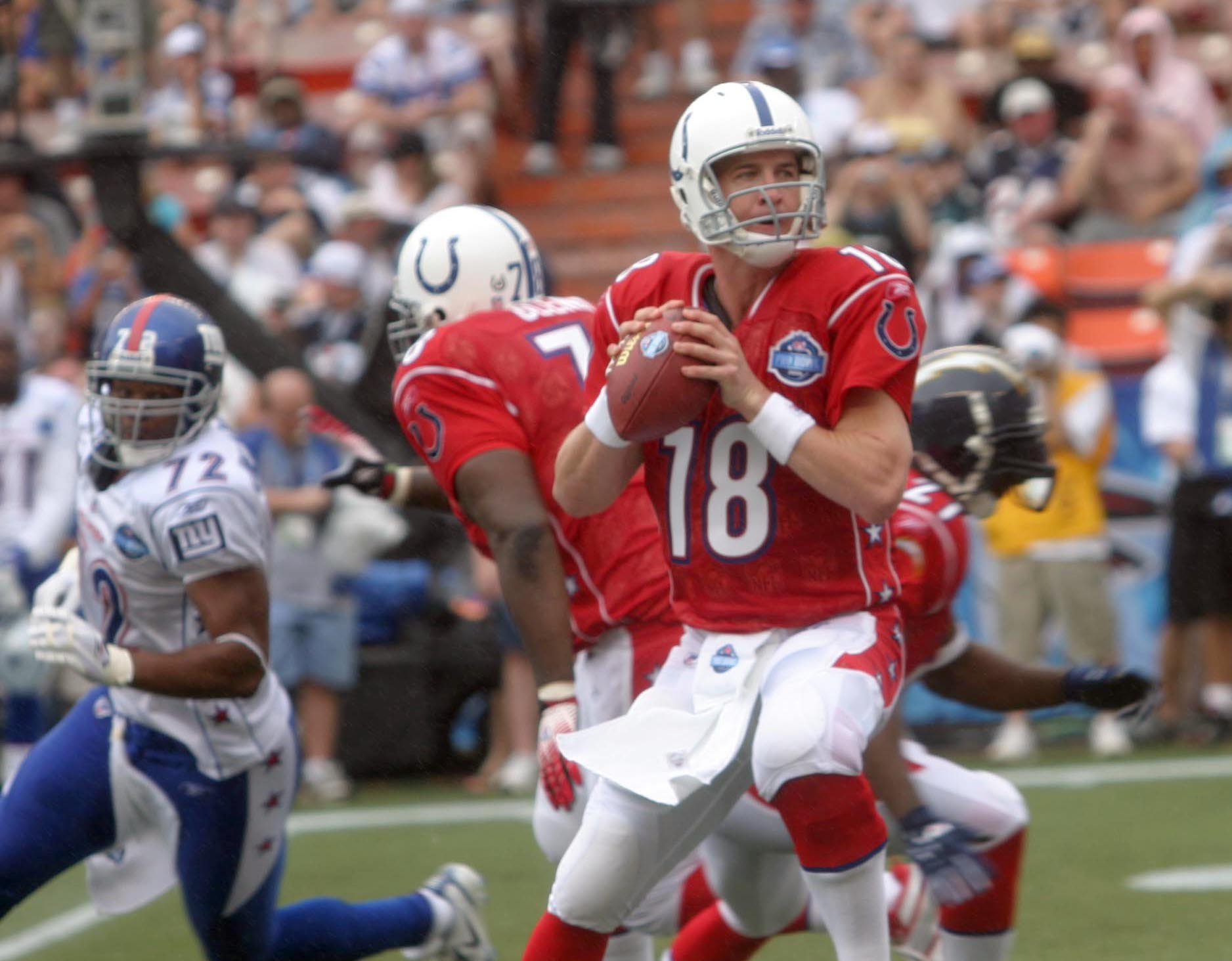
Peyton Manning (no 18) balle en main lors du Pro Bowl 2006.

Lors de la 10e semaine, contre les Chiefs de Kansas City, Peyton Manning bat le record de Brett Favre pour le nombre de yards en carrière avec une passe de 4 yards pour Ronnie Hillman dans le premier quart-temps. Ce match reste cependant comme l'un des plus mauvais de la carrière de Manning, il réussit 5 passes sur 20 pour seulement 35 yards et se fait intercepter à quatre reprises. Lorsque Gary Kubiak remplace Manning pour le jeune quarterback Brock Osweiler, Peyton a une évaluation à la passe de 0,0. Le lendemain, la presse annonce que Manning est blessé et a une aponévrosite plantaire,,.
Cette blessure le laisse hors des terrains lors de la 11e semaine, lui faisant rater son premier match dans une saison où il est actif. Osweiler est efficace pendant l'absence de Manning, ce qui soulève des questions quant au retour de Manning comme titulaire. Alors que ce dernier revient à l'entraînement, Osweiler reste titulaire pour cinq rencontres consécutives.
À l'occasion du début des séries éliminatoires, Peyton Manning redevient titulaire.
Le Super Bowl 50 se déroule au Levi's Stadium le 7 février 2016. Alors que sont célébrés, en avant-match, les meilleurs joueurs des différents Super Bowl dont il fait partie, Peyton Manning se prépare à commencer son quatrième Super Bowl. À 39 ans, il est le quarterback le plus âgé à commencer un Super Bowl. Opposé aux Panthers de la Caroline, sa dernière performance est à l'image de sa saison : 13 passes complétées sur 23 tentatives, 141 yards gagnés à la passe, aucun touchdown et une interception.
Quelques semaines après avoir remporté son deuxième Super Bowl, Peyton Manning annonce qu'il met un terme à sa carrière. Lors de sa conférence de presse, le 7 mars 2016, il déclare qu'il prend sa retraite après sa 18e année dans la ligue : « 18 est un bon nombre, et aujourd'hui, je me retire du football américain professionnel »,.

#### Postérité
Après la retraite sportive de Peyton Manning, la franchise des Colts d'Indianapolis annonce la mise en place d'une statue du joueur devant le stade à Indianapolis et que son numéro 18 va être retiré par le club.
Le 7 octobre 2017, lors d'une cérémonie réunissant des centaines de fans, les Colts ont dévoilé une statue de bronze de Peyton Manning devant le Lucas Oil Stadium.
Le lendemain, il a également été intronisé  dans la bague d'honneur des Colts d'Indianapolis et est devenu le premier joueur à se faire retirer son maillot no 18 par les Colts depuis que l'équipe a déménagé à Indianapolis.

### Vie privée
Peyton Manning s'est marié avec Ashley à Memphis lors du jour de la Saint Patrick en 2001. Ils se sont rencontrés alors que Manning est en première année à l'université. Ensemble, ils ont des jumeaux, un fils appelé Marshal Williams, et une fille Mosley Thompson, nés le 31 mars 2011.
La réputation de Manning se détériore à la suite de la plainte d'une entraîneur assistante de l'université de Tennessee qui l'accuse d'avoir mis ses fesses sur sa tête alors que l'assistante lui traite le pied. Elle accepte un accord avec l'université pour mettre fin à l'affaire et plusieurs autres charges envers l'université en échange d'une indemnité de 300 000 dollars,. En 2016, l'affaire revient dans la lumière médiatique à la suite d'une nouvelle plainte de six nouvelles femmes pour des faits présumés d'agressions sexuelles ayant eu lieu sur le campus de l'université du Tennessee,.
Lors de la campagne pour l'élection présidentielle américaine de 2012, Peyton Manning fait un don de 5 000 dollars au candidat du parti républicain Mitt Romney.

## Statistiques

### Université
Le tableau suivant reprend les statistiques complètes de Peyton Manning en saison régulière au cours de sa carrière universitaire :
| Année  | Équipe                  | MJ     |         | Passes   | Passes | Passes | Passes | Passes | Passes | Passes  |       | Courses | Courses | Courses | Courses |
| Année  | Équipe                  | MJ     | Tentées | Réussies | Pct.   | Yards  | TD     | Int.   | Éval.  | Tentées | Yards | Moy.    | TD      |         |         |
| 1994   | Volunteers du Tennessee | 11     | 144     | 89       | 61,8   | 1 141  | 11     | 6      | 145,2  | 21      | -28   | -1,3    | 0       |         |         |
| 1995   | Volunteers du Tennessee | 11     | 380     | 244      | 64,2   | 2 954  | 22     | 4      | 146,5  | 41      | 6     | 0,1     | 0       |         |         |
| 1996   | Volunteers du Tennessee | 11     | 380     | 243      | 63,9   | 3 287  | 20     | 12     | 147,7  | 42      | -131  | -3,1    | 0       |         |         |
| 1997   | Volunteers du Tennessee | 12     | 477     | 287      | 60,2   | 3 819  | 36     | 11     | 147,7  | 49      | -30   | 0,6     | 0       |         |         |
| Totaux | Totaux                  | Totaux | 1 381   | 863      | 62,5   | 11 201 | 89     | 33     | 147,1  | 153     | -181  | -0,6    | 0       |         |         |

### National Football League
En 266 matchs de saison régulière en tant que joueur, Peyton Manning a lancé 539 passes de touchdowns et en a marqué 18 à la course. Le tableau suivant reprend les statistiques complètes de Manning en saison régulière au cours de sa carrière :
| Année  | Équipe               | MJ     |                                    | Passes                             | Passes                             | Passes                             | Passes                             | Passes                             | Passes                             | Passes  |       | Courses | Courses | Courses | Courses |
| Année  | Équipe               | MJ     | Tentées                            | Réussies                           | Pct.                               | Yards                              | TD                                 | Int.                               | Éval.                              | Tentées | Yards | Moy.    | TD      |         |         |
| 1998   | Colts d'Indianapolis | 16     | 575                                | 326                                | 56,7                               | 3 739                              | 26                                 | 28                                 | 71,2                               | 15      | 62    | 4,1     | 0       |         |         |
| 1999   | Colts d'Indianapolis | 16     | 533                                | 331                                | 62,1                               | 4 135                              | 26                                 | 15                                 | 90,7                               | 35      | 73    | 2,1     | 2       |         |         |
| 2000   | Colts d'Indianapolis | 16     | 571                                | 357                                | 62,5                               | 4 414                              | 33                                 | 15                                 | 94,7                               | 37      | 116   | 3,1     | 1       |         |         |
| 2001   | Colts d'Indianapolis | 16     | 547                                | 343                                | 62,7                               | 4 131                              | 26                                 | 23                                 | 84,1                               | 35      | 157   | 4,5     | 4       |         |         |
| 2002   | Colts d'Indianapolis | 16     | 591                                | 392                                | 66,3                               | 4 200                              | 27                                 | 19                                 | 88,8                               | 38      | 148   | 3,9     | 2       |         |         |
| 2003   | Colts d'Indianapolis | 16     | 566                                | 379                                | 67                                 | 4 267                              | 29                                 | 10                                 | 99                                 | 28      | 26    | 0,9     | 0       |         |         |
| 2004   | Colts d'Indianapolis | 16     | 497                                | 336                                | 67,7                               | 4 557                              | 49                                 | 10                                 | 121,1                              | 25      | 38    | 1,5     | 0       |         |         |
| 2005   | Colts d'Indianapolis | 16     | 453                                | 305                                | 67,3                               | 3 747                              | 28                                 | 10                                 | 104,1                              | 33      | 45    | 1,4     | 0       |         |         |
| 2006   | Colts d'Indianapolis | 16     | 557                                | 362                                | 65                                 | 4 397                              | 31                                 | 9                                  | 101                                | 23      | 36    | 1,6     | 4       |         |         |
| 2007   | Colts d'Indianapolis | 16     | 515                                | 337                                | 65,4                               | 4 040                              | 31                                 | 14                                 | 98                                 | 20      | -5    | -0,3    | 3       |         |         |
| 2008   | Colts d'Indianapolis | 16     | 555                                | 371                                | 66,8                               | 4 002                              | 27                                 | 12                                 | 95                                 | 20      | 21    | 1,1     | 1       |         |         |
| 2009   | Colts d'Indianapolis | 16     | 571                                | 393                                | 68,8                               | 4 500                              | 33                                 | 16                                 | 99,9                               | 19      | -13   | -0,7    | 0       |         |         |
| 2010   | Colts d'Indianapolis | 16     | 679                                | 450                                | 66,3                               | 4 700                              | 33                                 | 17                                 | 91,9                               | 18      | 18    | 1       | 0       |         |         |
| 2011   | Colts d'Indianapolis |        | Ne joue pas à cause d'une blessure | Ne joue pas à cause d'une blessure | Ne joue pas à cause d'une blessure | Ne joue pas à cause d'une blessure | Ne joue pas à cause d'une blessure | Ne joue pas à cause d'une blessure | Ne joue pas à cause d'une blessure |         |       |         |         |         |         |
| 2012   | Broncos de Denver    | 16     | 583                                | 400                                | 68,6                               | 4 659                              | 37                                 | 11                                 | 105,8                              | 23      | 6     | 0,3     | 0       |         |         |
| 2013   | Broncos de Denver    | 16     | 659                                | 450                                | 68,3                               | 5 477                              | 55                                 | 10                                 | 115,1                              | 32      | -31   | -1      | 1       |         |         |
| 2014   | Broncos de Denver    | 16     | 597                                | 395                                | 66,2                               | 4 727                              | 39                                 | 15                                 | 101,5                              | 24      | -24   | -1      | 0       |         |         |
| 2015   | Broncos de Denver    | 10     | 331                                | 198                                | 59,8                               | 2 249                              | 9                                  | 17                                 | 67,9                               | 6       | -6    | -1      | 0       |         |         |
| Totaux | Totaux               | Totaux | 9 380                              | 6 125                              | 65,3                               | 71 940                             | 539                                | 251                                | 96,5                               | 431     | 667   | 1,5     | 18      |         |         |

En 27 matchs éliminatoires en tant que joueur, Peyton Manning a lancé 40 passes de touchdowns et en a marqué 3 à la course. Le tableau suivant reprend les statistiques complètes de Manning en rencontres éliminatoires au cours de sa carrière :
| Année  | Équipe               | MJ     |         | Passes   | Passes | Passes | Passes | Passes | Passes | Passes  |       | Courses | Courses | Courses | Courses |
| Année  | Équipe               | MJ     | Tentées | Réussies | Pct.   | Yards  | TD     | Int.   | Éval.  | Tentées | Yards | Moy.    | TD      |         |         |
| 1999   | Colts d'Indianapolis | 1      | 42      | 19       | 45,2   | 227    | 0      | 0      | 62,3   | 2       | 22    | 11      | 1       |         |         |
| 2000   | Colts d'Indianapolis | 1      | 32      | 17       | 53,1   | 194    | 1      | 0      | 82     | 1       | -2    | -2      | 0       |         |         |
| 2002   | Colts d'Indianapolis | 1      | 31      | 14       | 45,2   | 137    | 0      | 2      | 31,2   | 1       | 2     | 2       | 0       |         |         |
| 2003   | Colts d'Indianapolis | 3      | 103     | 67       | 65     | 918    | 9      | 4      | 106,4  | 4       | 3     | 0,8     | 0       |         |         |
| 2004   | Colts d'Indianapolis | 2      | 75      | 54       | 72     | 696    | 4      | 2      | 107,4  | 2       | 7     | 3,5     | 1       |         |         |
| 2005   | Colts d'Indianapolis | 1      | 38      | 22       | 57,9   | 290    | 1      | 0      | 90,9   | -       | -     | -       | -       |         |         |
| 2006   | Colts d'Indianapolis | 4      | 153     | 97       | 63,4   | 1 034  | 3      | 7      | 70,5   | 8       | 3     | 0,4     | 1       |         |         |
| 2007   | Colts d'Indianapolis | 1      | 48      | 33       | 68,7   | 402    | 3      | 2      | 97,7   | 1       | -6    | -6      | 0       |         |         |
| 2008   | Colts d'Indianapolis | 1      | 42      | 25       | 59,5   | 310    | 1      | 0      | 90,4   | 1       | -1    | -1      | 0       |         |         |
| 2009   | Colts d'Indianapolis | 3      | 128     | 87       | 68     | 956    | 6      | 2      | 99     | 3       | -2    | -0,6    | 0       |         |         |
| 2010   | Colts d'Indianapolis | 1      | 26      | 18       | 69,2   | 225    | 1      | 0      | 108,7  | -       | -     | -       | -       |         |         |
| 2012   | Broncos de Denver    | 1      | 43      | 28       | 65,1   | 290    | 3      | 2      | 88,3   | 1       | -1    | -1      | 0       |         |         |
| 2013   | Broncos de Denver    | 3      | 128     | 91       | 71,1   | 910    | 5      | 3      | 94,2   | 3       | -2    | -0,7    | 0       |         |         |
| 2014   | Broncos de Denver    | 1      | 46      | 26       | 56,5   | 211    | 1      | 0      | 75,5   | -       | -     | -       | -       |         |         |
| 2015   | Broncos de Denver    | 3      | 92      | 51       | 55,4   | 539    | 2      | 1      | 75,4   | 5       | 10    | 2       | 0       |         |         |
| Totaux | Totaux               | Totaux | 1 027   | 649      | 63,2   | 7 339  | 40     | 25     | 87,4   | 32      | 34    | 1,1     | 3       |         |         |

Lors des quatre Super Bowls que Peyton Manning a joué, le quarterback a remporté les deux finales lors desquelles il a les statistiques les plus faibles. Le tableau suivant reprend les statistiques complètes de Manning au Super Bowl au cours de sa carrière :
| Année  | Équipe               | MJ |         | Passes   | Passes | Passes | Passes | Passes | Passes | Passes  |       | Courses | Courses | Courses | Courses |
| Année  | Équipe               | MJ | Tentées | Réussies | Pct.   | Yards  | TD     | Int.   | Éval.  | Tentées | Yards | Moy.    | TD      |         |         |
| XLI    | Colts d'Indianapolis |    | 38      | 25       | 65,7   | 247    | 1      | 1      | 81,8   | 1       | 0     | 0       | 0       |         |         |
| XLIV   | Colts d'Indianapolis |    | 45      | 31       | 68,8   | 333    | 1      | 1      | 88,5   | -       | -     | -       | -       |         |         |
| XLVIII | Broncos de Denver    |    | 49      | 34       | 69,3   | 280    | 1      | 2      | 73,5   | 1       | 0     | 0       | 0       |         |         |
| 50     | Broncos de Denver    |    | 23      | 13       | 56,5   | 141    | 0      | 1      | 56,6   | -       | -     | -       | -       |         |         |

## Palmarès et records
Peyton Manning est pendant plus d'une décennie l'un des meilleurs joueurs de football américain. Collectivement, il échoue à de multiples reprises dans les rencontres à élimination même s'il est sacré à deux reprises avec deux franchises différentes : d'abord avec les Colts d'Indianapolis lors du Super Bowl XLI en 2006 face aux Bears de Chicago puis avec les Broncos de Denver lors du Super Bowl 50 en 2015 face aux Panthers de la Caroline.
Meilleur joueur du Super Bowl XLI, son succès consacre plusieurs années d'excellence individuelle récompensée par de multiples récompenses : meilleur joueur des saisons 2003 (avec Steve McNair) et 2004, meilleur joueur du Pro Bowl en 2005 notamment. En 2004, il bat le record de nombre de touchdowns avec 49 unités. Meneur des Colts d'Indianapolis, il échoue à nouveau à plusieurs reprises et voit grandir une réputation de perdant talentueux,. Désigné à nouveau meilleur joueur des saisons 2008 et 2009, il s'incline lors du Super Bowl XLIV face aux Saints de La Nouvelle-Orléans en 2009.
Il multiplie les titres de division et sa régularité est récompensée de multiples sélections au Pro Bowl, match de gala réunissant chaque année les meilleurs joueurs de la saison NFL écoulée.
Alors qu'il change de maillot après ses multiples opérations au cou, Manning poursuit de construire son palmarès avec les Broncos de Denver. Il est désigné pour la cinquième et dernière fois meilleur joueur de la saison en 2013. Il est le seul joueur de l'histoire à avoir reçu cet honneur plus de trois fois. Sa saison 2013 reste dans l'histoire lorsqu'il bat les records de nombre de touchdowns lancés en une saison avec 55 et de yards gagnés à la passe avec 5 477 yards. Pourtant, la fin de sa saison exceptionnelle, se termine à nouveau par une défaite au Super Bowl face aux Seahawks de Seattle en 2013. Il a lancé plus de 4 000 yards lors de 14 saisons différentes.
Le 19 octobre 2014, il bat le record de 508 passes touchdowns en carrière appartenant à Brett Favre lors d'une rencontre face aux 49ers de San Francisco. Il lance une 509e passe de touchdown en carrière au receveur Demaryius Thomas. Ce record est l'un des plus représentatifs de la longue carrière au plus haut niveau de Peyton Manning.

## Profil de jeu et personnalité
Peyton Manning est connu pour être l'un des meilleurs quarterbacks de la NFL dans sa poche. Sa mécanique de déplacement et de lancer est l'une des meilleures de la ligue.
Peyton Manning est un quarterback cérébral. Il a mémorisé le playbook des Colts en une semaine, et a été capable de se souvenir de tous les détails de celui-ci en 2012 seize ans plus tard. Il passe des heures et des heures dans une salle de vidéo pour analyser les systèmes de jeu et les défenses adverses. Son éthique de travail est souvent désignée comme l'une de ses principales qualités. Manning utilise également beaucoup de codes et d'audibles avant de demander le snap. Son audible « Omaha » devient célèbre lors de la saison 2013. À chaque fois qu'il dit Omaha, des entreprises font une dotation à son association Peyback,. Il est également possible de parier sur le nombre de fois qu'il va dire Omaha pendant le Super Bowl XLVIII.
Peyton Manning est connu pour être très actif derrière sa ligne offensive avant de lancer des jeux et de faire de grands gestes avec ses bras pour diriger son attaque.
Peyton Manning est considéré comme un athlète exemplaire. Poli, il donne des discours de motivation à ses joueurs. Dès sa carrière universitaire, il crée une fondation « PeyBack » pour aider les jeunes défavorisés.

## Aspects financiers
Lorsqu'il prend sa retraite en 2016, Peyton Manning est le joueur le mieux payé de l'histoire de la National Football League (NFL) avec 248 732 000 $ de gains en carrière. Le tableau ci-dessous récapitule les revenus de Peyton Manning au cours de sa carrière professionnelle dans la NFL :
| 1998   | Colts   | 144 000 $     | 11 600 000 $ | 1 000 000 $ | -            | -            | 12 744 000 $  |
| 1999   | Colts   | 1 430 000 $   | -            | -           | -            | -            | 1 430 000 $   |
| 2000   | Colts   | 2 666 000 $   | -            | -           | 8 400 000 $  | -            | 11 066 000 $  |
| 2001   | Colts   | 4 452 000 $   | -            | -           | -            | -            | 4 452 000 $   |
| 2002   | Colts   | 6 298 000 $   | -            | -           | -            | -            | 6 298 000 $   |
| 2003   | Colts   | 9 842 000 $   | -            | 1 500 000 $ | -            | -            | 11 342 000 $  |
| 2004   | Colts   | 535 000 $     | 34 500 000 $ | -           | -            | -            | 35 035 000 $  |
| 2005   | Colts   | 665 000 $     | -            | -           | -            | -            | 665 000 $     |
| 2006   | Colts   | 1 000 000 $   | -            | -           | -            | 9 000 000 $  | 10 000 000 $  |
| 2007   | Colts   | 1 000 000 $   | -            | -           | -            | 10 000 000 $ | 11 000 000 $  |
| 2008   | Colts   | 11 500 000 $  | -            | -           | -            | -            | 11 500 000 $  |
| 2009   | Colts   | 14 000 000 $  | -            | -           | -            | -            | 14 000 000 $  |
| 2010   | Colts   | 15 800 000 $  | -            | -           | -            | -            | 15 800 000 $  |
| 2011   | Colts   | 3 400 000 $   | 20 000 000 $ | 3 000 000 $ | -            | -            | 26 400 000 $  |
| 2012   | Broncos | 18 000 000 $  | -            | -           | -            | -            | 18 000 000 $  |
| 2013   | Broncos | 15 000 000 $  | -            | -           | 10 000 000 $ | -            | 25 000 000 $  |
| 2014   | Broncos | 15 000 000 $  | -            | -           | -            | -            | 15 000 000 $  |
| 2015   | Broncos | 15 000 000 $  | -            | -           | -            | 4 000 000 $  | 19 000 000 $  |
| Totaux | Totaux  | 135 732 000 $ | 66 100 000 $ | 5 500 000 $ | 18 400 000 $ | 19 000 000 $ | 248 732 000 $ |

Lors de la saison 2015, sa victoire lors du Super Bowl 50 lui rapportent un bonus de deux millions de dollars qui s'ajoute à celui du même montant obtenu lors de la qualification de l'équipe pour les matchs à élimination.
Peyton Manning a des contrats commerciaux avec Nike, DirecTV, Buick, Papa John's Pizza, Nationwide, Gatorade et Fanatics,. Les revenus de ces contrats s'élèvent à 12 millions de dollars en 2015. En 2014, le quarterback quitte la marque Reebok avec qui Manning était sous contrat depuis 12 ans. Peyton Manning est propriétaire de 32 concessions Papa John dans la région de Denver.

## Peyton Manning dans la culture populaire
Une statue de cire représentant Joe Montana est présente au musée Madame Tussauds d'Orlando.
Dans la série de jeux vidéo Madden NFL, Peyton Manning est édition après édition l'un des meilleurs joueurs du jeu. Il a reçu à de multiples reprises la meilleure note du jeu, et est le meilleur quarterback de Madden NFL 15.
| Saison | 99 | 2000 | 2001 | 2002 | 2003 | 2004 | 2005 | 06 | 07 | 08 | 09 | 10 | 11 | 12 | 13 | 25 | 15 | 16 |
| Note   | 87 | 93   | 97   | 92   | 92   | 97   | 99   | 99 | 99 | 99 | 99 | 99 | 99 | 98 | 93 | 97 | 98 | 92 |

Son audible « Omaha » a eu un impact dans la ville d'Omaha et fait référence à Peyton Manning à Denver. L'aéroport international de Denver lui a rendu hommage à plusieurs reprises en indiquant « Omaha! » sur ses écrans,.

### Rivalité avec Tom Brady
« Pour moi, [Peyton Manning] est le meilleur de tous les temps. Il est mon ami, et quelqu'un que j'ai toujours regardé et admiré, parce qu'il veut toujours s'améliorer, et il ne se contente que du meilleur. Alors, quand vous le regardez et êtes capable d'apprendre de lui, je pense que cela m'aide à m'améliorer. »

— Tom Brady,
Durant toute sa carrière, la rivalité Peyton Manning et Tom Brady grandit. En plus d'être les deux meilleurs quarterbacks de leur génération, le parcours des deux joueurs se croisent à de nombreux reprises depuis leur arrivée dans la ligue en 1998 pour Manning et 2000 pour Brady. En effet, le nombre de duels entre les deux joueurs s'élèvent à 17 et même s'ils ne s'affrontent pas directement, puisqu'ils ne sont jamais en même temps sur le terrain, leur rivalité est considérée comme l'une des plus grandes du sport,. Chaque quarterback jouant contre la défense adverse, différente, il est difficile de comparer les performances des deux joueurs mais le débat reste récurrent.

### La famille du football américain et lesManning Bowls
Peyton Manning est le fils d'Archie Manning, quarterback des Saints de la Nouvelle-Orléans de 1971 à 1981. Son jeune frère, Eli Manning, est sélectionné six ans après Peyton en premier choix de la draft NFL. La probabilité que deux frères jouent à la position de quarterbacks dans la National Football League est extrêmement faible et un fait unique. La fratrie comprend également un troisième frère, Cooper, qui a abandonné le football américain avant d'entrer à l'université. La réussite et la popularité des deux frères, célébrités sportives et vainqueurs de Super Bowls entraînent un intérêt médiatique sur la famille Manning. Ensemble, la famille Manning organise chaque été depuis 1995 un camp pour jeunes joueurs appelée Manning Passing Academy.

La famille du football américain
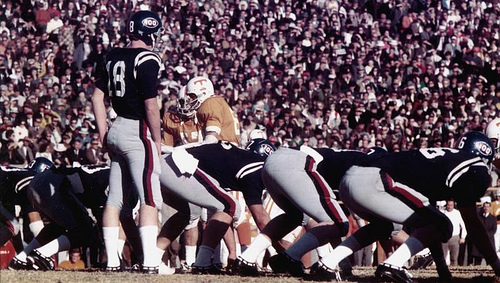
Archie Manning, debout derrière la ligne offensive de Ole Miss en 1969.
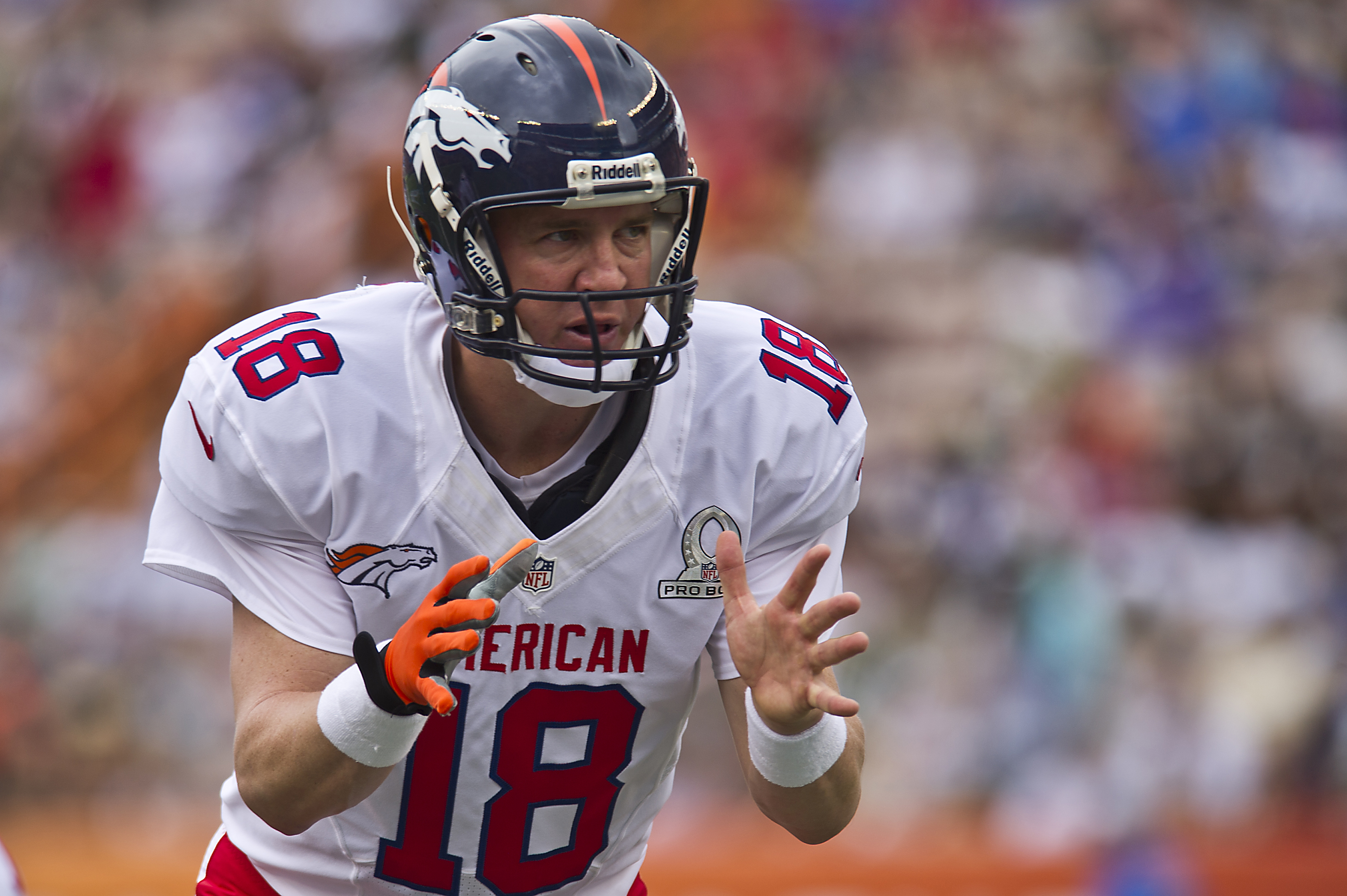
Peyton Manning appelant la balle lors du Pro Bowl 2013.
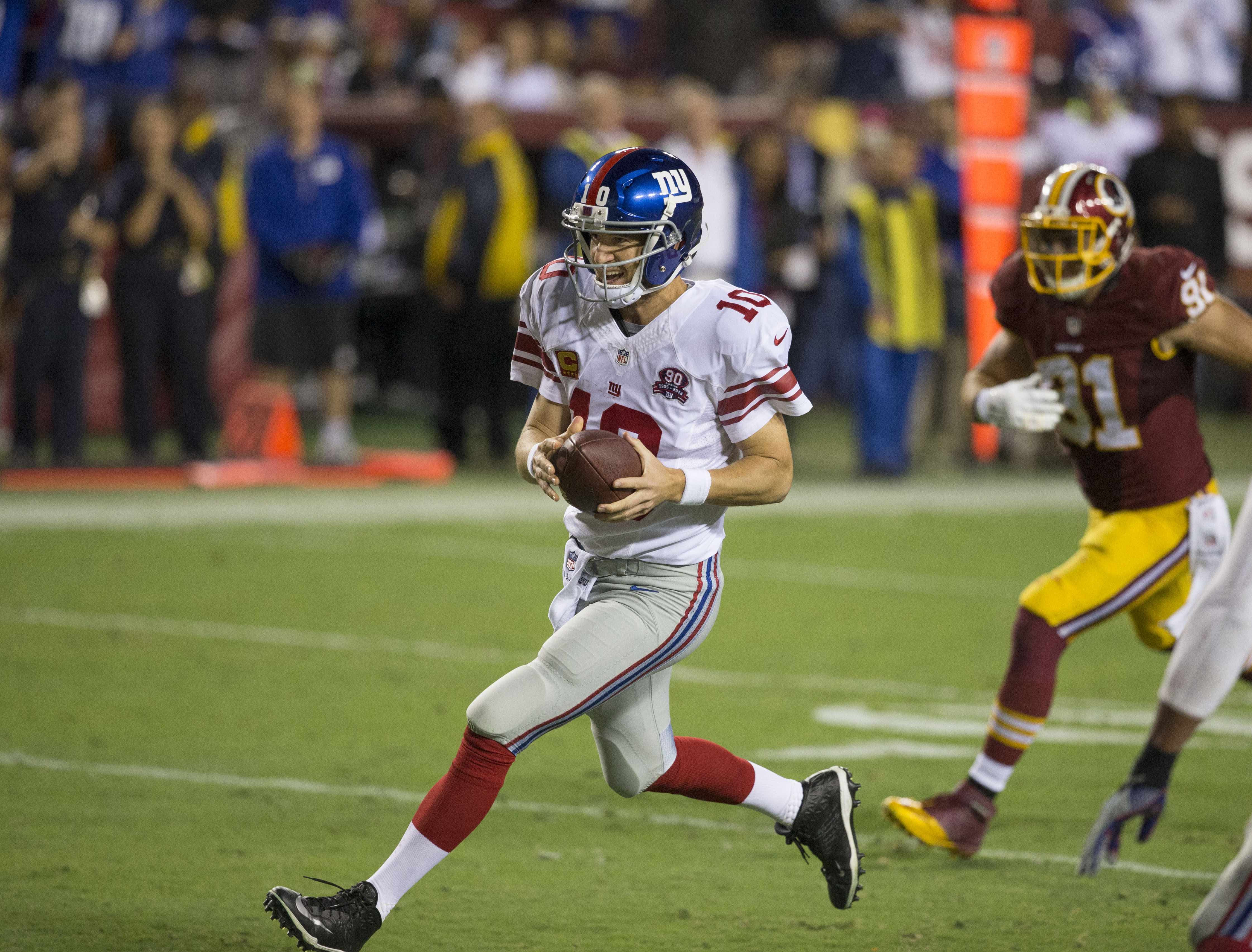
Eli Manning, quarterback des Giants de New York, balle en main en 2014.

En septembre 2006, les deux frères s'affrontent pour la première fois de leur carrière dans ce qui est appelé le premier Manning Bowl. Les Colts d'Indianapolis de Peyton domine également le deuxième Manning Bowl sur le score de 38 à 14. Peyton Manning remporte le troisième et dernière confrontation entre les deux frères en septembre 2013. Alors qu'il joue sous ses nouvelles couleurs à Denver, son équipe s'impose sur le score de 41 à 23,.
Peyton et sa famille ont également réalisé une publicité commerciale ensemble. En 2013, le documentaire de Rory Karpf qui consacre plus d'une heure sur la famille Manning et diffusé par la chaîne ESPN et intitulé The Book of Manning confirme l'intérêt médiatique pour la famille du football américain.
Dans une série diffusée sur le NFL Game Pass, intitulée Peyton's Places, il revient sur différents aspects de la NFL pour sa centième saison. Durant les trente épisodes de cette série, il retrouve régulièrement ses frères et son père pour discuter de différents sujets sur la NFL. Par exemple, dans l'épisode sur le trophée Vince-Lombardi (le trophée donné au vainqueur du Super Bowl), Peyton et son frère Eli, disposants tous deux de 2 trophées, discutent du trophée, et tentent d'en reproduire un à partir de boites de céréales et d'un ballon de football. Aussi, dans l'épisode 20 (intitulé A lot to be thankful for), Peyton retrouve ses deux frères et son père Archie dans leur salon pour regarder des archives de la NFL ou des images de la famille où l'on peut voire Peyton et Eli jouer avec une balle habillés comme des joueurs de NFL alors qu'ils ont moins d'une dizaine d'années.

### Image médiatique
En 2005, avec son frère Eli, Peyton Manning vient en assistance aux habitants dévastés par l'ouragan Katrina en faisant livrer plus de quinze tonnes d'eau et de vivres à la Nouvelle-Orléans.
En septembre 2007, l'hôpital Saint-Vincent d'Indianapolis renomme son hôpital pour enfants au nom de Peyton Manning pour la relation qu'il développe avec l'établissement depuis son arrivée dans la ville.
À la fin de l'année 2015, la chaîne de télévision Al Jazeera diffuse et met en ligne un documentaire intitulé « The Dark Side » lors duquel il déclare que Peyton Manning se doperait au hormones de croissance. Le quarterback dénie ses accusation à la télévision. L'agence américaine antidopage lance une enquête sur le joueur après la diffusion de ce reportage.
Manning est présent au Bristol Motor Speedway en avril pour assister la 8e manche du championnat NASCAR et supporter le pilote Dale Earnhardt Jr. qui conduit la voiture Nationwide dont Manning et Earnhardt Jr. sont ambassadeurs.

### Impact sur la ville d'Indianapolis
Avant que Peyton Manning n'arrive à Indianapolis en 1999, la ville est connue pour les sports automobiles avec principalement les 500 miles d'Indianapolis. Le basket-ball s'est également fait une place dans la ville avec la franchise des Pacers d'Indiana et l'ère Reggie Miller qui a mis la franchise sous les projecteurs. La franchise de football américain des Colts n'est arrivée à Indianapolis qu'en 1983 et n'a pas un fort support dans la ville avant l'arrivée de Peyton Manning. Ils n'ont remporté qu'une seule rencontre éliminatoire et sortent d'une saison catastrophique qui leur a permis d'obtenir le premier choix de la draft.
Avec Peyton Manning, les Colts vont devenir l'une des meilleures franchises de la ligue et aller en séries éliminatoires à dix reprises en douze saisons. Cette période de succès va amener la construction du stade Lucas Oil Stadium en 2008 à la suite d'une période faste pour le football américain dans la région et notamment la victoire lors du Super Bowl XLI. Le stade accueille le Super Bowl XLVI en février 2012 avec toutes les répercussions économiques positives pour la ville qu'entraîne l'organisation de l'évènement.
Après la fin de sa carrière en 2016, la ville d'Indianapolis déclare une semaine officielle d'hommage à leur ancien joueur Peyton Manning.

## Filmographie
- 2025 : Is This Thing On? de Bradley Cooper

### Citations originales
1. ↑  (en) « He's the first pick. Last year, this year, next year, whenever he wants. »
2. ↑  (en) « We all know that nothing last forever. Times change, circumstances change, and that's the reality of playing in the NFL... I've truly been blessed. »
3. ↑  (en) « 18 is a Good Number & Today, I Retire from Pro Football »
4. ↑  (en) « To me, he’s the greatest of all time. He’s a friend of mine, and someone that I always watch and admire, because he always wants to improve, he always wants to get better, and he doesn’t settle for anything less than the best. So, when you watch the best and you’re able to learn from the best, hopefully that helps me get better. »